# Hans Kriegler

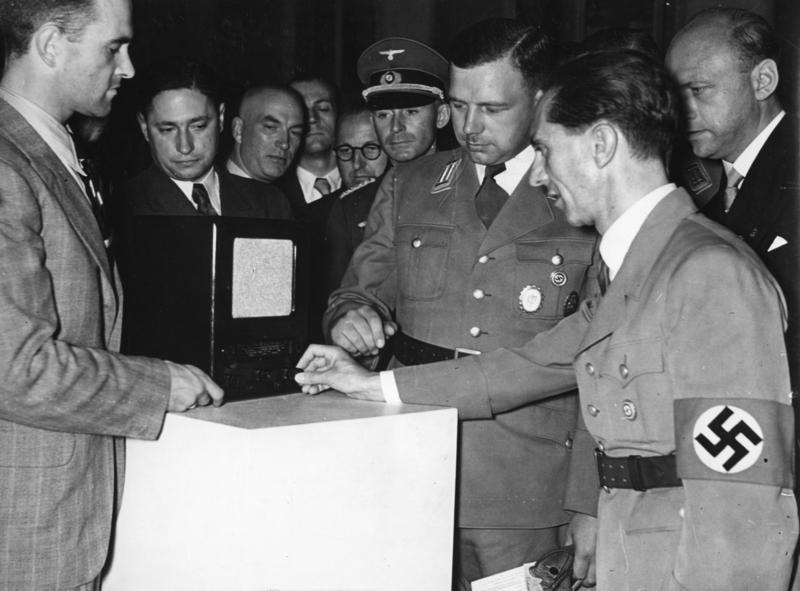
Besuch von Joseph Goebbels auf der Großen Deutschen Rundfunkausstellung mit Hans Kriegler (rechts neben dem Radiogerät (Volksempfänger) stehend) am 5. August 1938

Hans Gottfried Kriegler (* 3. Mai 1905 in Breslau; † 30. Dezember 1978 in Neumünster) war ein deutscher Architekt und NS-Rundfunkfunktionär. Zur Zeit des Nationalsozialismus amtierte er ab 1937 als Präsident der Reichsrundfunkkammer und leitete die Rundfunkabteilung des Reichsministeriums für Volksaufklärung und Propaganda (RMVP).

## Leben
Hans Kriegler war Sohn des Kaufmanns Georg Kriegler und dessen Ehefrau Klara, geborene Nitschke. Er besuchte nach der Volksschule die Oberrealschule, die er 1921 mit der Obersekundareife abschloss. Danach absolvierte er eine Ausbildung im Baugewerbe und ging anschließend als Zimmerergeselle drei Jahre auf Wanderschaft. Es folgte ein Studium an der Breslauer Höheren technischen Staatslehranstalt für Hoch- und Tiefbau und ergänzend ein Semester in Stettin im Bereich Eisenbetonbau. Als Techniker war er 1928/1929 bei der „Huta“ Hoch- und Tiefbau AG in Breslau beschäftigt. Im Frühjahr 1930 wurde er arbeitslos. Im März 1931 heiratete Kriegler Laura, geborene Händel. Das Paar bekam zwei Töchter und einen Sohn.
Politisch engagierte er sich früh in rechtsradikalen Gruppen und Verbänden, so gehörte er bereits als Jugendlicher ab 1920 der Gruppe Die Geusen / Jungvölkischer Bund an. Er schloss sich 1923 der Marinebrigade Ehrhardt an und trat dem Bund Wiking bei. Zum 20. Dezember 1926 trat er der NSDAP bei (Mitgliedsnummer 48.928). 1929 trat er dem Kampfbund für deutsche Kultur bei. Des Weiteren gehörte er der SA an. Schließlich machte er als Parteifunktionär in Schlesien Karriere. Um 1930 war er Ortsgruppenleiter in Schönau an der Katzbach. Auch trat er als Gauredner bei Versammlungen auf. Des Weiteren fungierte er zeitweise als Organisationsleiter des Untergaus Mittelschlesien, gehörte der Gauleitung Schlesiens des NSDAP an und war Führer der Breslauer Stadtverordnetenfraktion der NSDAP. Von 1931 bis 1933 war er Gaufunkwart von Schlesien, obwohl er im Rundfunkwesen kaum Erfahrung vorweisen konnte.
Nach der Machtergreifung der Nationalsozialisten wurde er im April 1933 kommissarisch als Sendeleiter der Schlesischen Funkstunde eingesetzt und wurde im Herbst 1933 Intendant des Schlesischen Rundfunks und 1935 Mitglied des Reichskultursenats. Während der Olympischen Spiele 1936 war er Sendeleiter des Olympia-Weltsenders. Im NS-Staat erreichte er 1937 den Karrierehöhepunkt im Rundfunkwesen der NS-Partei: er wurde im April 1937 von Reichspropagandaminister Joseph Goebbels zum Leiter der Rundfunkabteilung des Reichsministeriums für Volksaufklärung und Propaganda (RMVP) ernannt und leitete in Personalunion das Amt Rundfunk bei der Reichspropagandaleitung der NSDAP. Im Mai 1937 wurde er zudem Präsident der Reichsrundfunkkammer. In all diesen Funktionen folgte er Horst Dreßler-Andreß nach. Des Weiteren wurde er stellvertretender Verwaltungsratsvorsitzender der Reichs-Rundfunk-Gesellschaft. Er begründete die Zeitschrift Der Rundfunk, die Hauszeitschrift der Reichsrundfunkkammer.
Kriegler sah den Rundfunk als wesentliches Propagandamittel und äußerte sich am 3. Juni 1937 folgendermaßen: „Wenn der Führer spricht, muß jeder Volksgenosse, ob daheim oder im Betrieb, am Volkssender sein.“ Darüber hinaus beschrieb er während der Funkausstellung 1937 die Rundfunkarbeit „als politische Funktion nicht nur des Rundfunks selbst, sondern auch der Rundfunktechnik und der Rundfunkwirtschaft“. Ab 1937 gehörte er der Ausstellungsleitung der jährlich stattfindenden Funkausstellung an. Nachdrücklich setzte er sich für die rundfunkwissenschaftliche Forschung ein und forderte die Gründung entsprechender wissenschaftlicher Institute an Hochschulen. Am 1. Oktober 1939 wurde schließlich ein rundfunkwissenschaftliches Institut an der Philosophischen Fakultät der Albert-Ludwigs-Universität Freiburg gegründet. Der deutsche Kommunikationswissenschaftler Arnulf Kutsch charakterisiert Kriegler als „biederen Schlesier“, „Technokraten“ und „Vollzugsbeamten“, der in Berlin ohne Fortune blieb und von Goebbels am 29. August 1939 trotz Steigerung der Rundfunkteilnehmerzahlen aus seinen Ämtern entlassen wurde.
Zu Beginn des Zweiten Weltkriegs gehörte er ab Anfang September 1939 einer Propagandakompanie der Luftwaffe an und wurde Leiter des Senders Kattowitz. Während der deutschen Besetzung Polens führte er eine Reorganisation der Sender Lodz, Krakau und Warschau durch. Nach dem deutschen Überfall auf die Sowjetunion wurde er Anfang August 1941 Leiter der Sendergruppe Ostland und bekleidete diese Funktion bis 1944.
Nach Kriegsende war Kriegler von Juni 1945 bis Februar 1948 in Babenhausen, Darmstadt und Recklinghausen interniert. Danach wurde er als Bauunternehmer und Architekt in Duisburg und Dortmund tätig. Er starb während eines Familienbesuchs am 30. Dezember 1978.

## Schriften (Auswahl)
- Das Hörspielbuch. Ostdeutsche Verlagsanstalt, Breslau 1938. (hrsg. unter Mitarbeit von Kurt Paqué)